# Sparasion
Sparasion is een geslacht van parasitoïde wespen uit de familie Scelionidae.
De wetenschappelijke naam Sparasion werd voor het eerst gepubliceerd door Pierre André Latreille in 1802. De eerste soort die hij tot het geslacht rekende was Sparasion cephalotes; dit is de typesoort van het geslacht. Drie jaar later voegde hij een tweede soort toe, Sparasion frontalis. In 1809 veranderde hij die naam in Sparasion frontale. S. frontale wordt nu beschouwd als een synoniem van S. cephalotes.

## Verspreiding
Deze wespen komen wijd verspreid voor in Eurazië, Afrika en Madagaskar, Noord-Amerika ten noorden van Mexico, en tropisch Oost-Azië, tot Japan in het noorden en Ceram (Molukken) in het zuiden. Ze komen niet voor in Australazië en Zuid-Amerika (op een enkel specimen na, dat mogelijk foutief benoemd of een geïntroduceerd exemplaar is).

## Soorten
Het geslacht telt meer dan 100 soorten. Hymenoptera Online lijst 149 erkende soortnamen op. In 1990 beschreven Kozlov en Kononova in een Russisch werk over de Scelioninae van de Sovjet-Unie een vijftigtal nieuwe soorten.
De volgende soorten zijn in Europa aangetroffen volgens Fauna Europaea:
- Sparasion aenescens Foerster 1856
- Sparasion aeneum Kieffer 1906
- Sparasion atratum Kozlov & Kononova 1990
- Sparasion bicoronatum Kieffer 1906
- Sparasion cephalotes Latreille 1802
- Sparasion emarginatum Kieffer 1906
- Sparasion flavipes Kieffer 1906
- Sparasion ghilarovi Kozlov & Kononova 1988
- Sparasion gladiator Kozlov & Kononova 1990
- Sparasion glaucum Kozlov & Kononova 1990
- Sparasion gracilicorne Kozlov & Kononova 1990
- Sparasion horum Kozlov & Kononova 1990
- Sparasion lepidum Foerster 1856
- Sparasion melanocerum Kozlov & Kononova 1990
- Sparasion mucronatum Kozlov & Kononova 1990
- Sparasion munitum Kozlov & Kononova 1990
- Sparasion muticum Kozlov & Kononova 1990
- Sparasion nereum Kozlov & Kononova 1990
- Sparasion nigripes Kieffer 1906
- Sparasion obtusifrons Kieffer 1906
- Sparasion pallidinerve Costa 1884
- Sparasion perplexum Kozlov & Kononova 1990
- Sparasion planum Kozlov & Kononova 1990
- Sparasion punctatissimum Kieffer 1906
- Sparasion punctulatum Kozlov & Kononova 1990
- Sparasion rubrum Kozlov & Kononova 1990
- Sparasion rufipes Ruthe 1859
- Sparasion rugulosum Kieffer 1906
- Sparasion striativentre Szabó 1973
- Sparasion subleve Kieffer 1906
- Sparasion sublevite Kozlov & Kononova 1990
- Sparasion tenellum Kozlov & Kononova 1990
- Sparasion tibiale Nees 1834
- Sparasion trilaminatum Kieffer 1906